# Castellonorato
Castellonorato è una frazione del comune di Formia, in provincia di Latina.
Il borgo, che si affaccia sul golfo di Gaeta, sorge su di una collina rocciosa allungata. È percorso da una strada principale da cui perpendicolarmente si diramano i vicoli. L'aspetto affusolato dell'abitato lo fa sembrare una nave adagiata sulla roccia, con alla prua l'antica rocca e la Chiesa di Santa Caterina che conserva il seggio ligneo.

## Storia
Il castello nasce nel XIV secolo su iniziativa dei signori Caetani, titolari della contea di Fondi, per il controllo del loro territorio che andava dal Garigliano a Terracina. Il conte Onorato I Caetani (1336-1400) fece erigere il castrum per completare la linea di difesa e controllo dell'antico Formianum. Il castello prese il suo nome: Castrum Honorati ("Castello di Onorato"). Dalla collina rocciosa dove sorge si domina da occidente la valle dell'Ausente.
Castellonorato faceva parte del territorio di Maranola. Nel 1428 Castellonorato divenne comune autonomo insieme a un quarto del territorio di Maranola.
Nel 1806, con l'abolizione del feudalesimo, venne di nuovo aggregato a Maranola; nel 1852 ridivenne comune autonomo e nel 1928 venne aggregato, insieme a Maranola, a Formia.